# John Henry Twachtman
John Henry Twachtman né le 4 août 1853 à Cincinnati (Ohio) et mort le 8 août 1902 à  Gloucester (Massachusetts), est un peintre impressionniste américain. Il était membre des Ten American Painters.

## Biographie
Il est fils d'immigrants allemands et suit sa première formation artistique à l'Ohio Mechanics Institute. 
En 1871, il s'inscrit à la McMicken School of Design où il étudie avec Frank Duveneck, qui vient de rentrer de plusieurs années de travail à Munich. Sur ses conseils, il se rend à Munich et s'inscrit en 1875 à l'Académie royale des beaux-arts. Il y acquiert facilement des compétences en matière de modelage de formes, de tonalités sombres et de bravoure au pinceau. 
Fort de ces compétences, il part pour Venise, cherchant à les appliquer à la lumière et à l'air ambiant de la ville.
En 1883, il se rend à Paris pour étudier à l'Académie Julian et subit de violentes réactions contre sa formation brunâtre de Munich. Il s'initie à l'eau-forte puis suit les cours d'art plastique à l'académie Julian à Paris de 1883 à 1885. 
Profondément impressionné par la peinture de Whistler et des impressionnistes, et encouragé par Theodore Robinson et Childe Hassam, il s'oriente vers une palette plus claire et une simplification des formes plus abstraite.
Jusqu'en 1886, il fait de fréquents séjours à Arques-la-Bataille une ville située à six kilomètres au sud-est de Dieppe, en Normandie, où la Béthune et deux autres ruisseaux se rejoignent pour former le Rivière Arques. La plupart de ses eaux-fortes s'inspirent de ce lieu.
En 1887, il retourne aux États-Unis, s'installe dans le Connecticut dans une vieille ferme entourée de dix-sept acres à Cos Cob. Il y est à proximité de son collègue et ami le plus intime, Julian Alden Weir, qui vient de s'y installer. A ses côtés, il expose ses toiles puis s'investit beaucoup dans une association locale d'artistes.
Il enseigne la peinture de 1889 à 1902 à la Art Students League of New York. 
Au cours des années 1890, il achète une ferme de dix-sept acres près de Greenwich, dans le Connecticut. Il y installe son atelier et commence à explorer le terrain, à la recherche de nouveaux sujets. Il représente dans un tableau conservé à Minneapolis la passerelle blanche au dessus d'un ruisseau qui traverse la propriété. On y voit l'influence de l'art japonais qu'il admire.
En 1893, il reçoit la médaille d'or de peinture à l'Exposition universelle de 1893 et expose ses tableaux dans une galerie new-yorkaise aux côtés de toiles signées Claude Monet. Pourtant, il ne parvient pas au succès commercial et devient de plus découragé. Des difficultés domestiques l'amène également à se séparer de sa femme et de ses enfants. 
En 1900, il est amené à orienter ses efforts dans une autre direction. Gloucester lui offre un sujet nouveau. Sur le front de mer du village de pêcheurs de la Nouvelle-Angleterre, il s'éloigne de la dissolution des formes observée dans ses peintures de Cos Cob pour se tourner vers un rendu beaucoup plus objectif d'un sujet concret.
En août 1902, une rupture de l'appendice mit prématurément fin à ses jours à Gloucester.

## Œuvre
A Paris, il réduit les détails et avec de larges plans plats de gris et de verts finement lavés, produit des toiles magnifiquement simples et suggestives telles que Arques-la-Bataille (1885), maintenant au Metropolitan Museum of Art. Il a développé ce tableau à partir d'une esquisse à l'huile en plein air (en plein air), accrochée à proximité.
Dans le Connecticut, il trouve des formes naturelles qu'il peint à plusieurs reprises et en toutes saisons. Il préfère peindre des gros plans, des « morceaux » comme il les appelle, plutôt que de larges vues panoramiques. Avec des horizons élevés ou inexistants, ces peintures sont souvent peintes sur des toiles carrées, ce qui stabilise l'image en minimisant les mouvements dynamiques dans toutes les directions. Dans le cadre de ces paramètres, son sens aigu du dessin et son sens de l'abstraction ont donné une structure solide à son travail. Son travail au pinceau devient désormais plus impressionniste et mieux adapté à l'effet atmosphérique qu'il désire.
A Gloucester, il remplace les contours sinueux des ruisseaux et des congères par les formes géométriques des quais et des navires. Les angles ont remplacé les courbes et la structure est devenue plus explicite et centrale.
- Arques-la-Bataille, 1885, huile sur toile, 152 × 203 cm, Metropolitan Museum, New York[4]
- Branchville, 1888-1889, huile sur toile, 152 × 203 cm, Collection privée, vente 2004[5]
- Paysage d'hiver, 1890–1900, huile sur toile, 76 × 76 cm, Terra Foundation, Chicago[6]
- Cour d'honneur, Exposition universelle de Colombie, Chicago, 1893, huile sur toile, Colombus museum[7]
- The White Bridge, vers 1895, huile sur toile, 77 × 77 cm, Minneapolis Institute of Art[3]
- The Wild Cherry Tree (Cerisier sauvage), vers 1900, huile sur toile, 76 × 76 cm, Galerie d'art Albright-Knox, Buffalo
- Fishing Boats at Gloucester, 1901, huile sur toile, 64 × 77 cm, Smithsonian Museum, Washington[8]

Œuvres de Twachtman
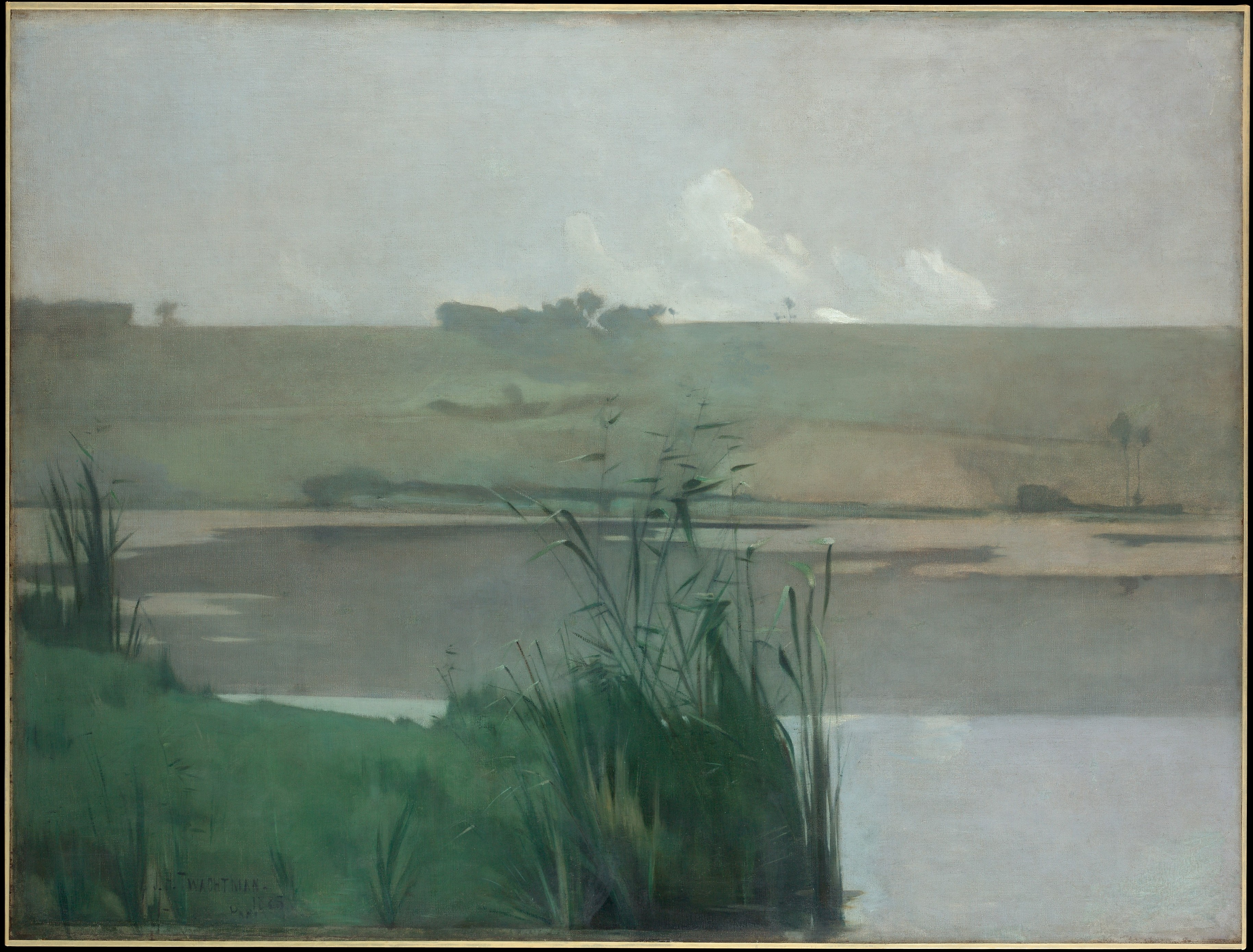
Arques-la-Bataille, 1885 Metropolitan Museum, New York
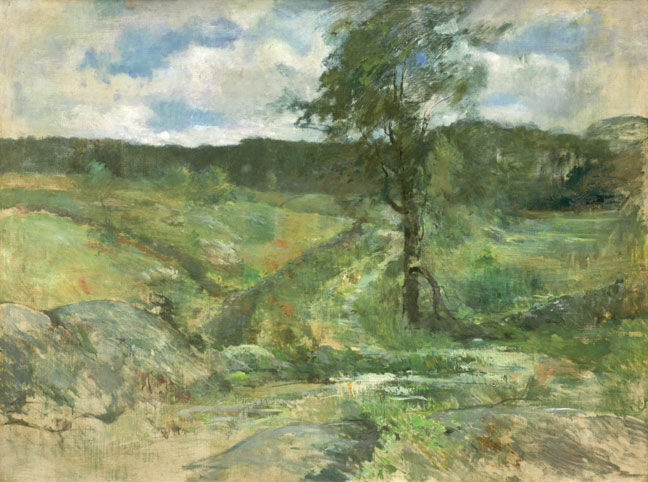
Branchville, 1888-1889 Collection privée, vente 2004
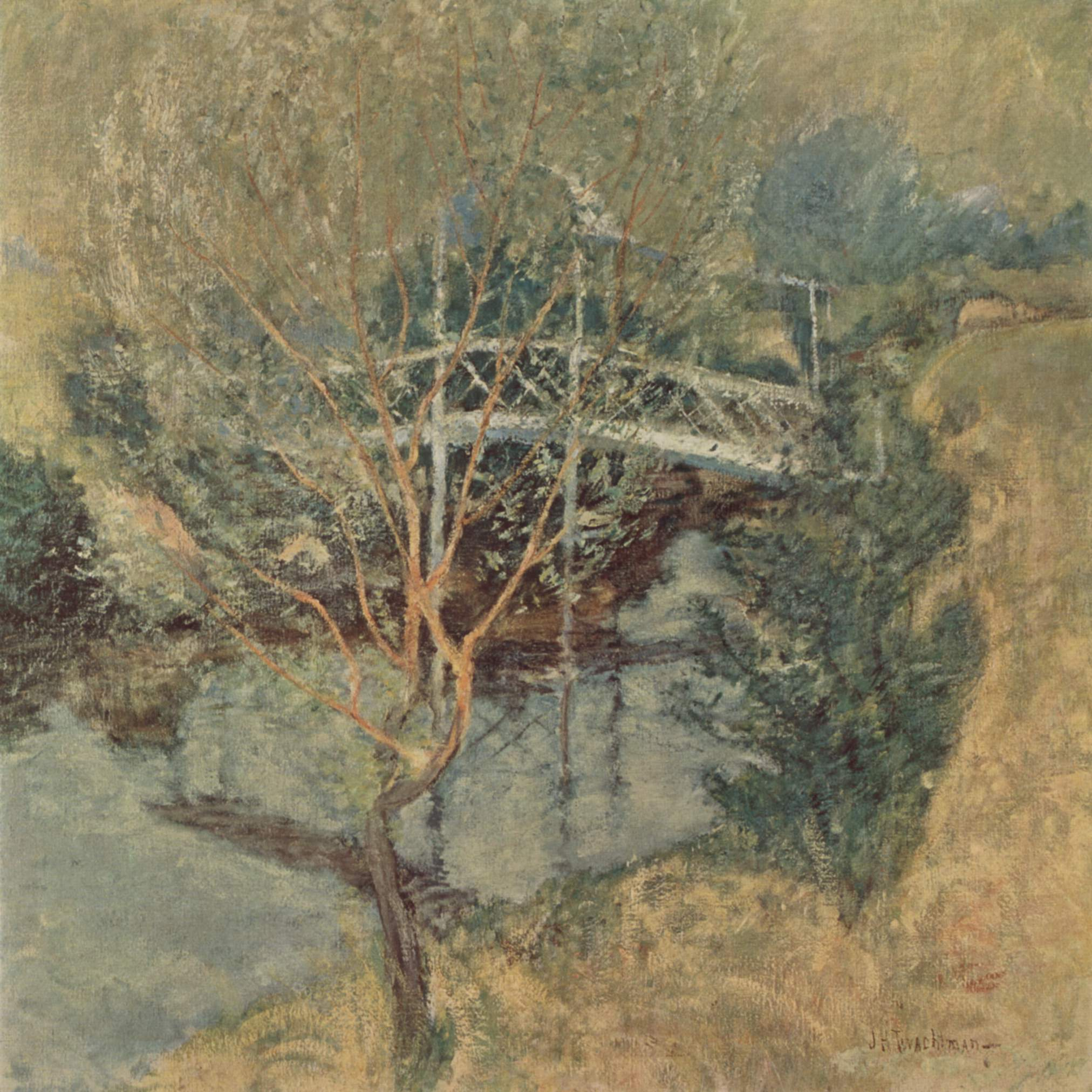
Le Pont blanc, vers 1895 Minneapolis Institute of Art
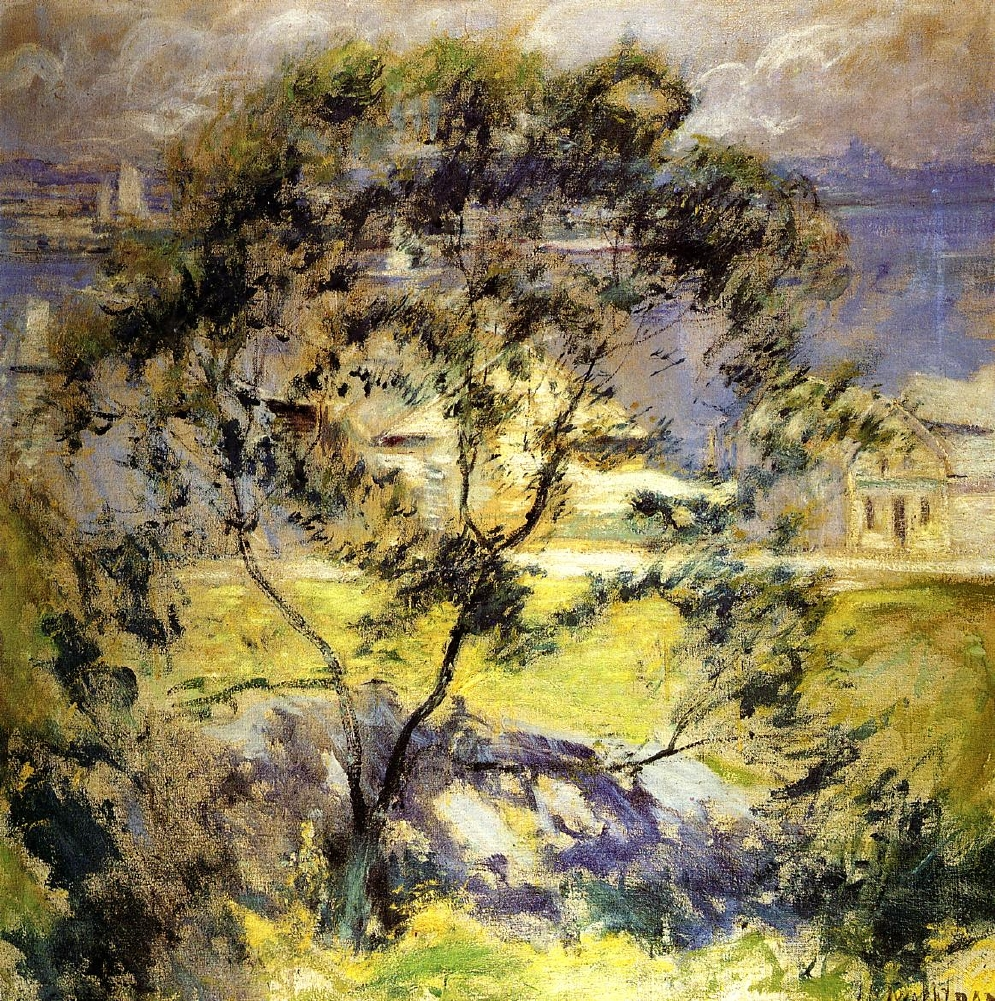
Cerisier sauvage, vers 1900 Galerie d'art Albright-Knox, Buffalo
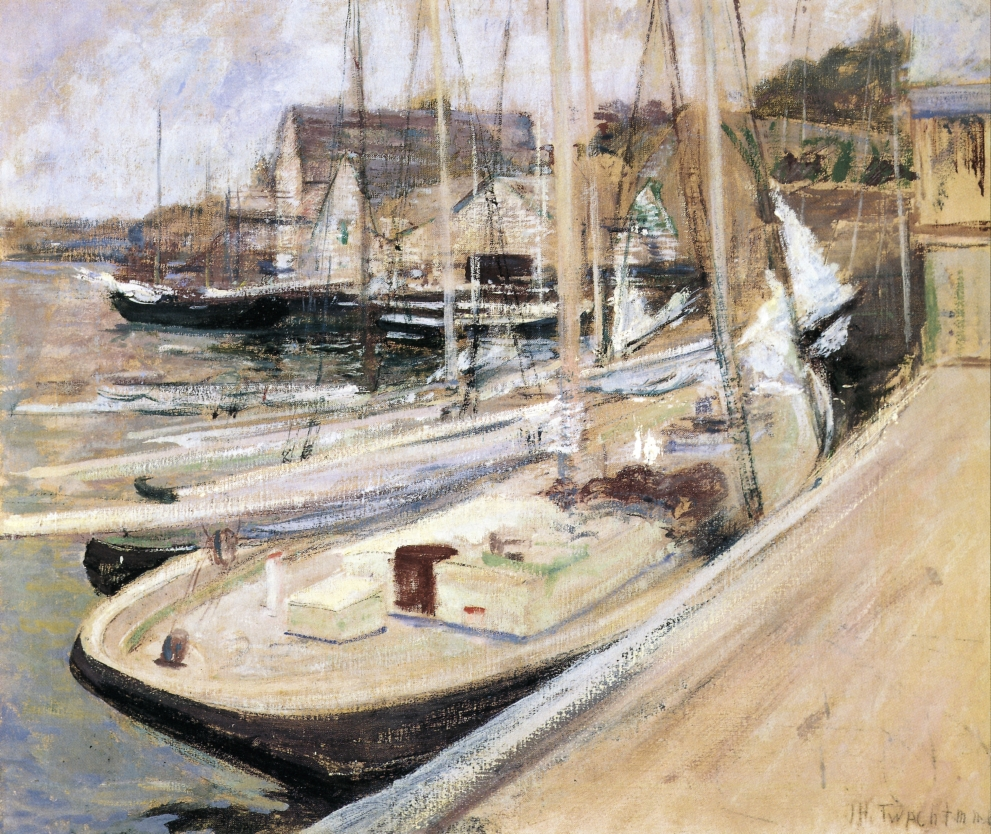
Bateaux de pêche à Gloucester, 1901 Smithsonian Museum, Washington